# Bahai-symbolen

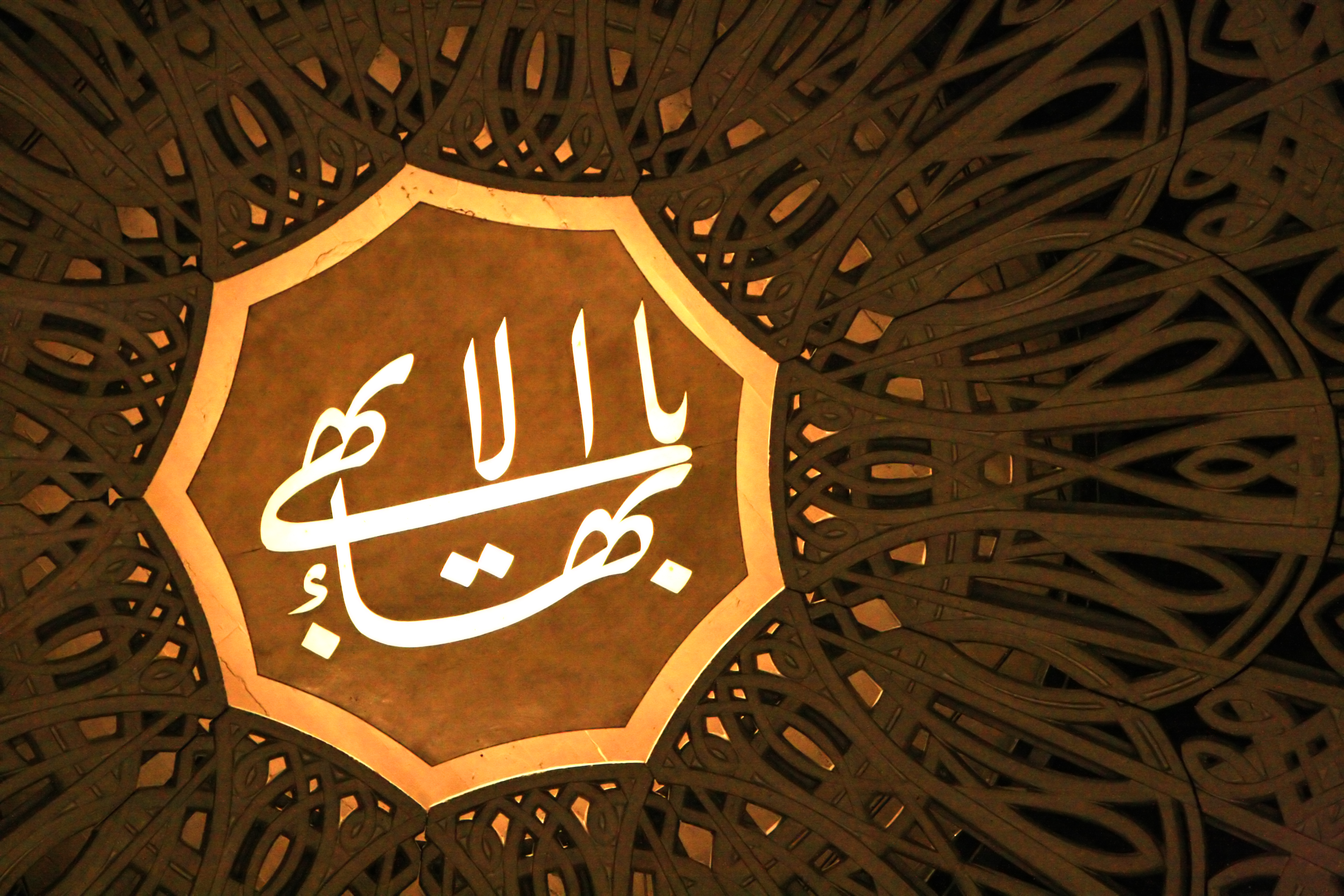
Kalligrafie van de Grootste Naam

Bahai-pelgrimsreissymbolen zijn symbolen die gebruikt worden ter identificatie met het bahai-geloof. Terwijl de vijfpuntige ster het officiële symbool van de godsdienst is, dat wordt gebruikt om het menselijk lichaam en de boodschappers van God te symboliseren, zijn meer gebruikte symbolen de negenpuntige ster, de Grootste Naam, en het ringsteen-symbool, die perfectie en de boodschappers van God representeren.

## Vijfpuntige ster

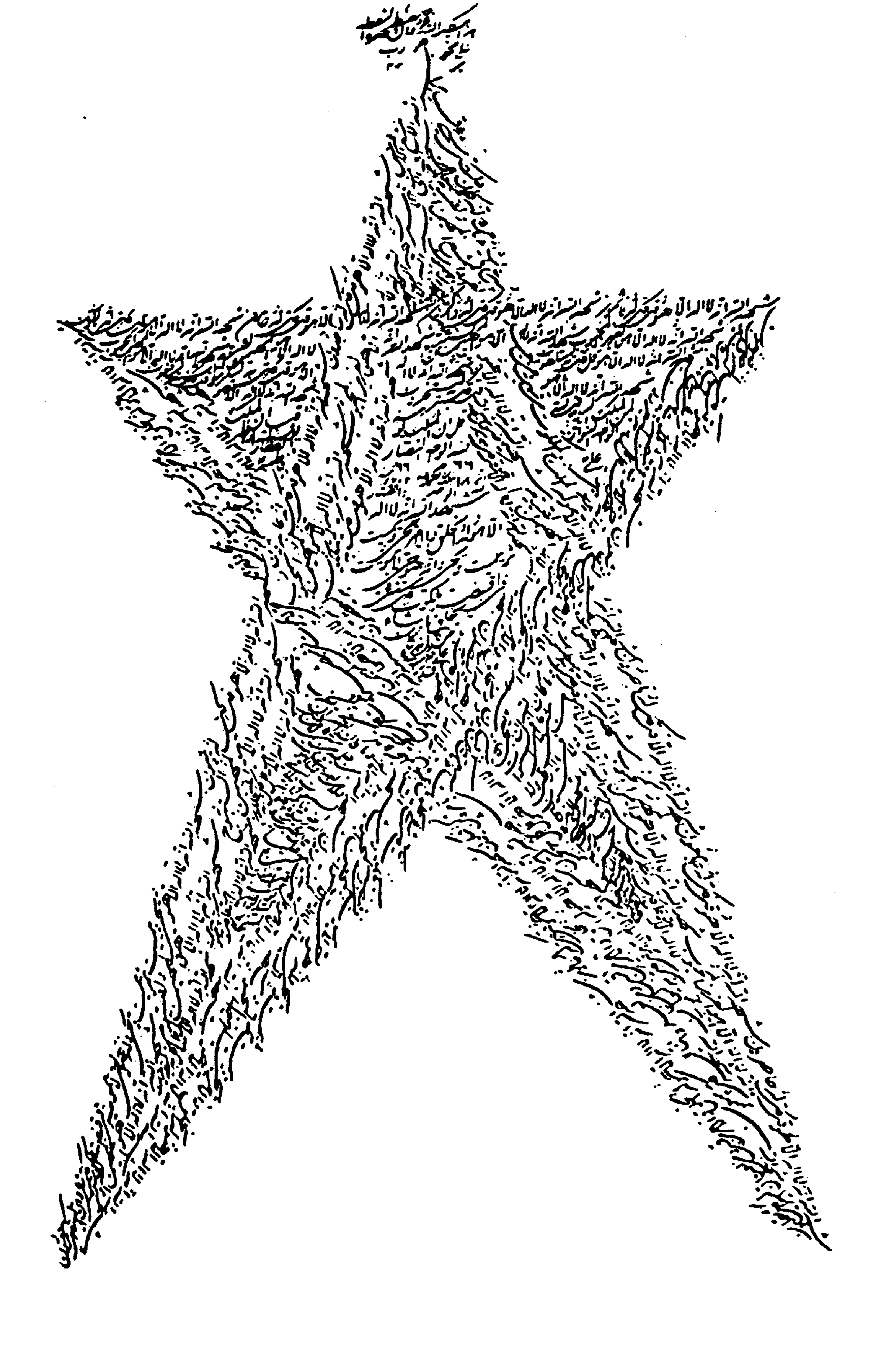
Een haykal in het handschrift van de Báb.

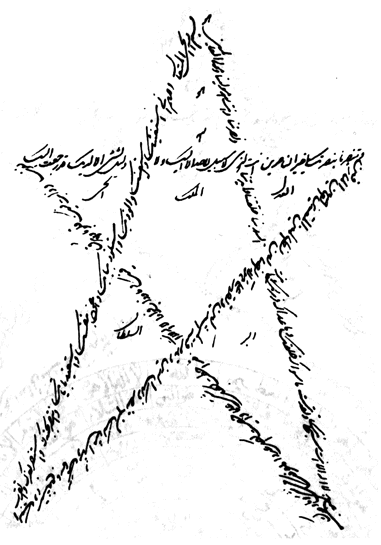
Een haykal in het handschrift van de Báb.

De vijfpuntige ster, of haykal (Arabisch voor "tempel"), is het officiële symbool van het bahai-geloof zoals door Shoghi Effendi wordt bevestigd: "Strikt gesproken is de vijfpuntige ster het symbool van ons Geloof, zoals gebruikt door de Báb en door hem uitgelegd."
De vijfpuntige ster is gebruikt als de omtrek van speciale brieven of tafelen van zowel de Báb als Bahá'u'lláh.
Haykal is een leenwoord van het Hebreeuwse woord hek'l dat tempel betekent en specifiek staat voor de Tempel van Salomo in Jeruzalem. In het Arabisch staat het woord ook voor het menselijk lichaam. In de bahai-traditie werd de haykal voor het eerst gebruikt door de Báb, de voorloper van Bahá'u'lláh, die de haykal gebruikte als een vijfpuntige ster die het menselijk lichaam voorstelde als een hoofd, twee handen en twee voeten. De Báb schreef vele brieven, tafelen en gebeden in de vorm van een vijfpuntige ster, waaronder enkele met een groot aantal afgeleiden van het woord Bahá "(zie hieronder).
In de geschriften van Bahá'u'lláh, in het bijzonder de Súriy-i-Haykal (Tafel van de Tempel), wordt de haykal hoofdzakelijk gebruikt als symbool voor het menselijk lichaam, met name het lichaam van de Manifestatie van God, een boodschapper van God, en de persoon van Bahá'u'lláh zelf. De combinatie van het gebruik van haykal als een tempel en een menselijk lichaam verwijst naar de menselijke tempel, in het bijzonder het lichaam van de Manifestatie van God. In dezelfde tafel wordt de haykal ook gebruikt om te verwijzen naar het woord van God , dat is geopenbaard door de Manifestaties van God.

## Negenpuntige ster

De negenpuntige ster

Het meest gebruikte symbool is de negenpuntige ster. Geen bepaald ontwerp is wenselijker dan andere, zolang het 9 punten heeft. De ster is geen onderdeel van de bahai-leringen, maar wordt slechts gebruikt als een symbool dat "9" vertegenwoordigt, wegens de vereniging van nummer 9 met perfectie, eenheid en Bahá'.
Het Arabisch gebruikt een systeem van Abjadcijfers, dat numerieke waarden aan letters en woorden geeft. De numerieke waarde van Bahá' is 9.
Het aantal 9 komt ook op verscheidene keren in de bahai-geschiedenis en -leringen. Over de betekenis van het getal 9 schreef Shoghi Effendi: "Betreffende getal negen: bahai-gelovigen respecteren dit getal om twee redenen, ten eerste omdat het door hen die in nummers geïnteresseerd zijn wordt beschouwd als teken van perfectie. De tweede reden, die belangrijker is, is dat het de numerieke waarde van het woord Bahá' is."

## De Grootste Naam

Kalligrafie van de Grootste Naam

In het islamitische geloof heeft God 99 namen en in enkele islamitische tradities gelooft men dat er een speciale verborgen 100e naam bestaat, die de grootste naam is. In het bahai-geloof is de grootste naam Bahá' (Arabisch: بهاء), vertaald als "glorie" of "pracht". Veel symbolen van het bahai-geloof zijn afgeleid van dit woord en het is het wortelwoord dat in veel andere namen en uitdrukkingen wordt gebruikt, waaronder bahá'í (een aanhanger van Bahá'), Bahá'u'lláh (Glorie van God), 'Abdu'l-Bahá (Dienaar van de Glorie), Yá Bahá'u'l-Abhá (O Glorie van Alglorierijke) en Alláh-u-Abhá (God de Alglorierijke).
Bahá'u'lláh verwees in zijn geschriften vaak naar bahai-gelovigen als "de mensen van Bahá'" en verder stuurde de Báb een tafel naar Bahá'u'lláh met 360 afleidingen van het woord Bahá'. Naast het dagelijks gebed worden gelovigen ertoe aangemoedigd de naam "Alláh-u-Abhá" 95 keer per dag te herhalen als een vorm van meditatie.
De kalligrafie van de Grootste Naam van God, is de Arabische kalligrafische weergave van "Yá Bahá'u'l-Abhá", gewoonlijk vertaald als "O Gij Glorie van de Al-Glorierijke!".
Deze weergave werd oorspronkelijk gemaakt door bahai-kalligraaf Mishkín-Qalam en werd later overal door gelovigen gebruikt. Het hangt in het huis van velen van hen. Ook wordt het op ringen gebruikt, hoewel andere symbolen ook worden gebruikt.

## Ringsteen-symbool

Het Ringsteen-symbool

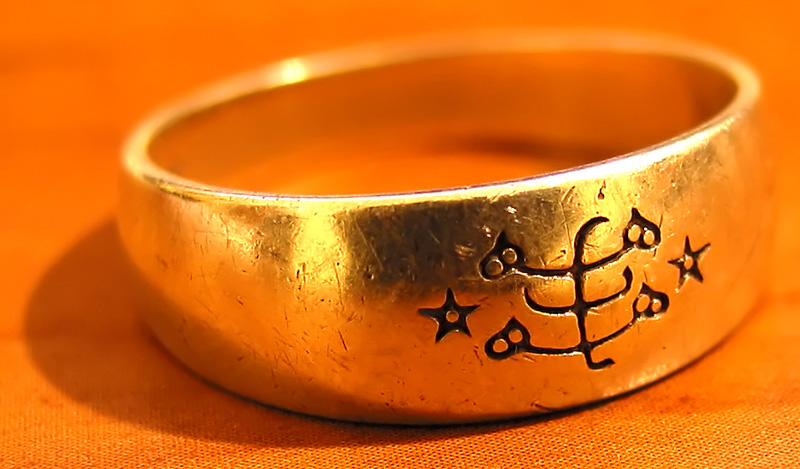
Het Ringsteen-symbool gebruikt op een voorwerp

Het ringsteen-symbool, ontworpen door 'Abdu'l-Bahá, is het meest voorkomende symbool op ringen gedragen door bahai-gelovigen, maar het wordt ook gebruikt op halskettingen, boekomslagen en schilderijen. Het bestaat uit twee (haykal) sterren die met een gestileerde kalligrafie van het woord Bahá'.
De onderste lijn staat voor de mensheid, de bovenste lijn vertegenwoordigt God en de middelste lijn vertegenwoordigt de Manifestaties van God; de verticale lijn is Gods Wil of de Heilige Geest die van God via de Manifestaties naar de mensheid stroomt. De positie van Manifestatie van God in dit symbool is de link naar God, waardoor de mensheid perfectie kan bereiken.